# Volkskommune

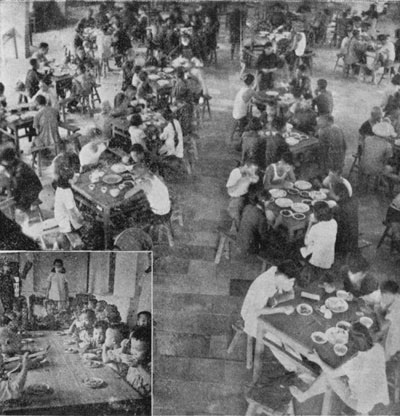
Gemeinschaftsversorgung in einer Volkskommune

Die Volkskommune (chinesisch 人民公社, Pinyin rénmín gōngshè) war eine Form landwirtschaftlicher Kollektivierung in der Volksrepublik China.

## Geschichte
Nach ersten agrarreformerischen Ansätzen im Jiangxi-Sowjet und den „befreiten Gebieten“ in Nordchina wurde nach der Gründung der Volksrepublik China (1. Oktober 1949) eine Bodenreform durchgeführt. Land welches sich im Besitz von wohlhabenderen Grundherren befand, wurde enteignet und unter den armen Bauern verteilt.
Bis 1955 gab es erste Kollektivierungskampagnen, gleichzeitig übernahm der Staat das Agrarhandels-Monopol. 1956 wurde unter anderem im Rahmen der 3 Rote Banner das Kollektivierungstempo verschärft, das gesamte Eigentum der Bauern ging in Kollektiveigentum über und die Entlohnung der Bauern erfolgte ausschließlich nach dem Bedürfnisprinzip.
Im Zusammenhang mit der Verkündung der Politik des Großen Sprungs nach vorn kam es 1957 zur Gründung noch größerer Produktionseinheiten, den Volkskommunen. In ganz China gab es 24.000 Volkskommunen, die jeweils etwa 5000 bäuerliche Haushalte umfassten, und mit den traditionellen Dörfern nichts mehr zu tun hatten, sondern eine Vielzahl von Dörfern zusammenschlossen. Die Arbeitskräfte wurden zentral verwaltet und in Arbeitsbrigaden eingeteilt, die keine Bindung mehr an den ihnen vertrauten Grund und Boden besaßen. Die Volkskommune sollte auch die Familie als kleinste Zelle der Gemeinschaft ablösen. Hierzu wurden Kinder und Alte in Gemeinschaftseinrichtungen untergebracht und Ehepaare häufig über längere Zeit voneinander getrennt. Die Unterbringung und Verpflegung erfolgte in Schlafbaracken und Kantinen, mitgebrachter Hausrat wurde auf die Kommune aufgeteilt. Gleichzeitig bildeten die Volkskommunen das Vorbild für die Organisation des neben der Volksbefreiungsarmee aufzubauenden Milizapparats.
Die Politik des Großen Sprungs hatte vor allem das Ziel, das Land innerhalb kürzester Zeit zu industrialisieren. Dabei sollte den Volkskommunen eine besondere Rolle zukommen, indem sie durch die Herstellung von Stahl in „Volkshochöfen“ die industrielle Basis des Landes herstellen sollte, um später die Konsumindustrie zu beliefern. Diese Fehlplanungen wie auch das Desinteresse der Bauern an ihrer Tätigkeit führten zu einer verheerenden Hungersnot in den Jahren 1959 bis 1961.
1961 wurde der Große Sprung nach offensichtlichem Scheitern abgebrochen. Ab 1962 wurden deshalb die schlimmsten Auswüchse der Kollektivierung zurückgenommen. Der Boden blieb zwar Kollektivbesitz, aber die Bauern wurden in Produktionsgruppen von etwa 20 bis 30 Familien zusammengefasst, die ihre Arbeit organisierten und die Erträge verteilten. Sie bearbeiteten etwa ein Viertel der Dorffläche und stellten dadurch auch wieder eine gewisse Bindung der Bauern an die Scholle her. Die Volkskommunen verloren ihren Charakter als Produktionseinheiten, sie waren jetzt reine administrative Einheiten.
Mit dem Beginn der Reform- und Öffnungspolitik unter Deng Xiaoping nach 1978 setzte auch das Ende der Volkskommunen ein. In einem ersten Schritt wurden 1978 Produktionsverträge mit Haushalten abgeschlossen. Dazu wurde der Boden unter Gruppen, die jeweils etwa 5 bis 6 Familien umfassten, aufgeteilt; diese mussten eine bestimmte Quote ihrer Produktion zu einem festgesetzten Preis abliefern, konnten ansonsten aber ihre Arbeit frei organisieren. Die Überschüsse durften verkauft werden, so dass die ersten freien Märkte entstanden. Schon ab 1980 wurden diese Verträge nicht mehr mit den Gruppen, sondern mit den einzelnen Familien abgeschlossen. Wurde in den Produktionsverträgen noch festgeschrieben, welches Produkt abgeliefert werden musste, ging man im „Haushalts-Verantwortungssystem“ dazu über, die Festlegung der Produktion und jegliche kollektive Bezahlung nach Arbeitspunkten aufzugeben und stattdessen den Familien ein Stück Land zur Nutzung zu überlassen und ihnen damit auch das Risiko für Gewinn und Verlust zu übertragen.
Im Jahr 1978 wurden die Volkskommunen aufgelöst. Sie wurden in Gemeinden umbenannt oder in mehrere Gemeinden aufgeteilt. Zwar ist der Boden nach wie vor formal Kollektiveigentum, de facto aber wird mit der Vergabe von Nutzungsrechten über 15 oder mehr Jahre, wobei die Tendenz eindeutig zu längeren Zeiträumen geht, und der Duldung von Unterverpachtung und Verkauf von Nutzungsrechten wie auch der Errichtung von Wohngebäuden eine Privatisierung durchgeführt, die von den Bauern auch so interpretiert wird.